# Monastère de la Résurrection d'Ouglitch
Pour les articles homonymes, voir Monastère de la Résurrection.
Le monastère de la Résurrection (en russe : Воскресенский монастырь) est un monastère orthodoxe de l'éparchie de Rybinsk situé sur les bords de la Volga à Ouglitch. 
La date de sa fondation n'est pas connue avec précision. Selon une des hypothèses, liée à la vie de saint Paisi d'Ouglitch, la fondation du monastère serait liée à la visite du premier octobre 1482 à Ouglitch pour la consécration de l'église de l'Intercession du monastère de l'archimandrite Nathanaël. Selon d'autres sources, ce pourrait être un des nombreux monastères créés par le prince Roman Vladimirovitch d'Ouglitch (1261—1285). 
Tous les bâtiments existants actuellement ont été construits et reliés entre eux à la même époque, ce qui donne au complexe une impression d'harmonie et d'unité. En 1999 les bâtiments du monastère sont retournés dans le patrimoine de l'église orthodoxe et la vie monacale a repris son cours.

## Histoire de la construction
Les bâtiments du monastère qui sont conservés actuellement datent de 1674-1677 et ont été construits sur ordre du métropolite de l'éparchie de Iaroslav et Rostov Veliki, Jonas Sysoevitch. Il prononça ses vœux religieux dans ce monastère. Il est l'initiateur de nombreux travaux en Russie et notamment au Kremlin de Rostov. Les bâtiments ont été construits à un nouvel emplacement au XVIIe siècle, du fait que les berges de la rivière Troïtska étaient devenues instables à l'emplacement initial. Pour décorer l'édifice il fit utiliser pour la première fois à Ouglitch des faïences vertes sur lesquelles sont représentées des batailles, des scènes de genre, des animaux, des emblèmes. Le monastère cessa ses activités en 1764 et servit de lieu de culte, d'église aux paroissiens du lieu.

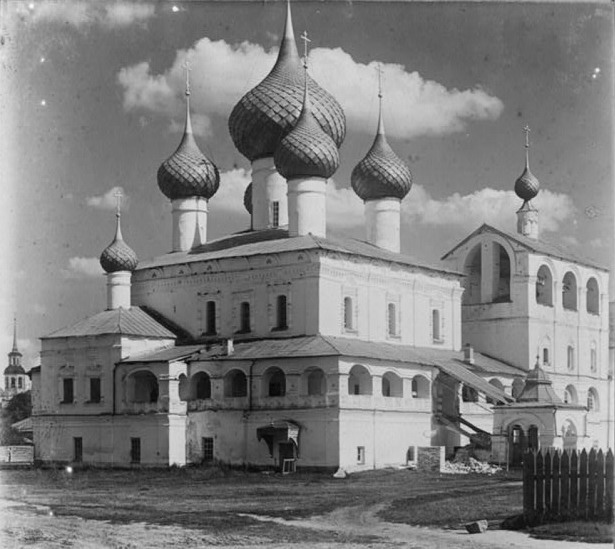
Photo de Sergueï Prokoudine-Gorski de 1911.

Une restauration très importante du monastère est réalisée en 1975. À cette occasion des travaux de renforcement des fondations et du sol de l'édifice sont effectués. Le projet a été réalise sur base des travaux de recherche du professeur Boris Rjanitsine, qui obtint en 1947 le prix Staline, précisément pour ses travaux à propos des fondations des bâtiments anciens et leur stabilisation. Les fissures dans les murs sont réparées et des éléments décoratifs sont restaurés.

## Cathédrale de la Résurrection
La construction de la cathédrale se fit sur les restes de fondations anciennes du monastère. Elle suscite une impression de beauté et de majesté. Deux chapelles relient les parties sud et nord de l'édifice par une galerie qui contourne le bâti par l'ouest. L'aile ouest et l'escalier mènent à l'église. Depuis le sud, la galerie donne accès au beffroi-carillon, qui relie lui-même la cathédrale au réfectoire et à l'église Oditigria.
La cathédrale est décorée de matériaux divers. Pour le portail menant de la galerie à l'église et aux chapelles, des briques décoratives de formes diverses ont été utilisées. La décoration à l'étage est simple : des arcs, des encadrements de portes et des embrasures de fenêtres. l'arcade de la galerie est garnie de faïence. Les absides sont garnies de petites fenêtres à chambranles décorés de dessins. Les murs de la cathédrale, au-dessus de la galerie et des absides, sont garnis de bandeaux décoratifs.

## Carillon

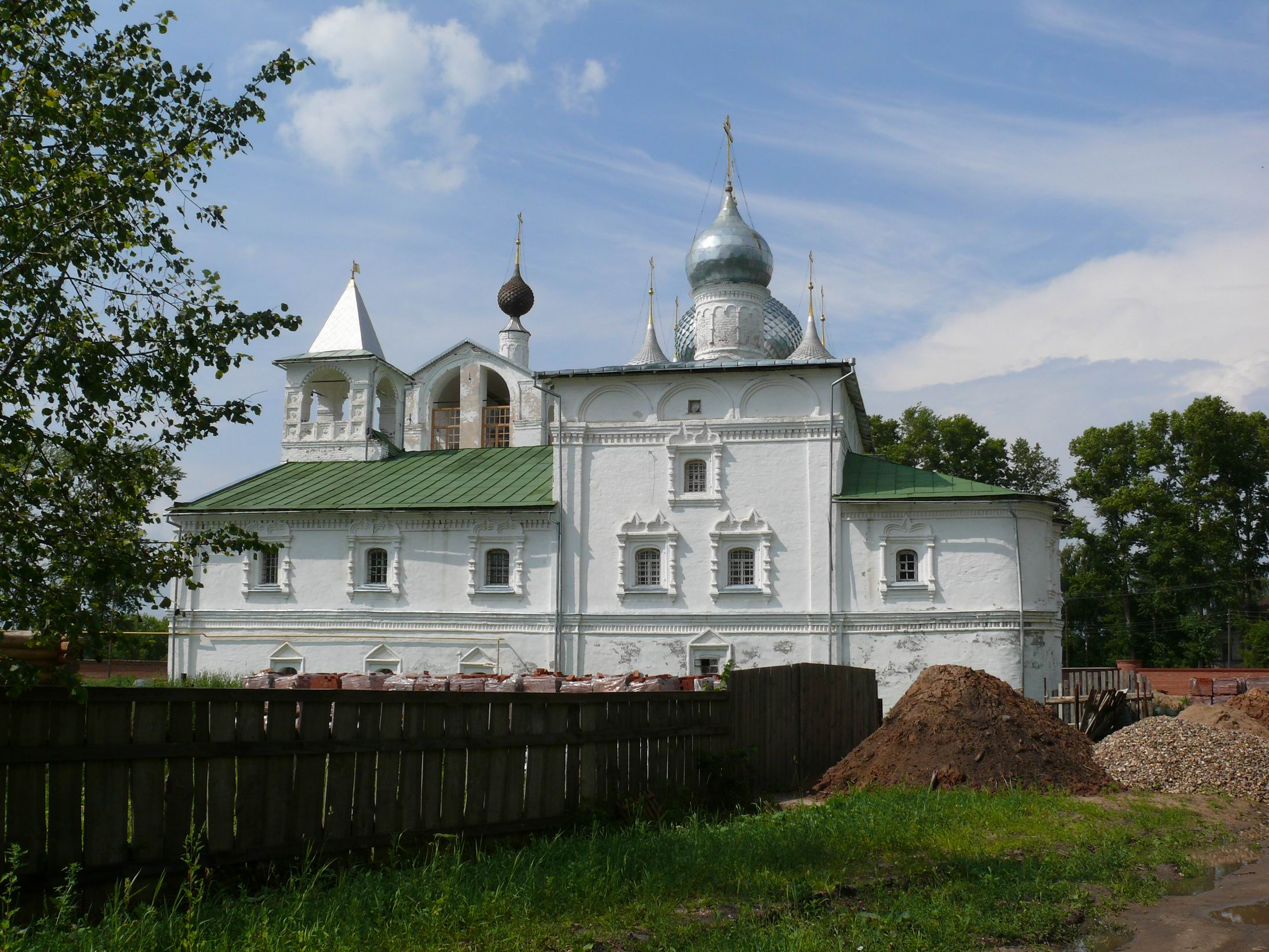
Église Odigitria.

Un bâtiment-carillon relie la cathédrale et son réfectoire à l'église d'Oditigria. Les portes de son rez-de-chaussée mènent au monastère. Au premier étage, dans le prolongement de la galerie de la cathédrale, un autre accès existe également. Un abri avec des arcades ouvertes abrite les cloches et est surmontés d'une petit bulbe au-dessus d'un tambour.

## Réfectoire et église Odigitria
Le réfectoire et les caves de la cathédrale sont utilisés pour les besoins domestiques du monastère. L'accès à l'église et au réfectoire passe par le carillon à partir des galeries de la cathédrale. La voûte du réfectoire est soutenue par un pilier central massif. Selon d'anciennes descriptions, il existait, dans le passé, une horloge installée dans un clocher en pointe au-dessus du réfectoire. Ce clocher a disparu au cours des temps et a été remplacé par un toit plat moins élégant.
Derrière le réfectoire, se trouve la petite église d'Odigitria. Des fragments de fresques donnent une petite idée de la richesse des peintures à l'origine. La décoration extérieure du réfectoire et de l'église est plus modeste que celle de la cathédrale.

## Sources
- (ru) I. A. Kovalev (И. А. Ковалев) et I. V. Pirouchev (И. Б. Пуришев), Углич [« Ouglitch »], Iaroslavl, Верхне-Волжское книжное издательство (édition de la Haute-Volga),‎ 1978.
- (ru) Информационный портал Угличского муниципального района (information sur le portail de la ville d'Ouglitch)